# Parasphenoid
Das Parasphenoid (Os parasphenoidale, Gr.:para- = neben, sphenoeides = keilförmig), genannt, ist ein unpaarer Deckknochen in der Schädelbasis der Wirbeltiere. Bei den Säugetieren ist er ins Keilbein (Os sphenoidale) eingegangen.
Ursprünglich setzt das Basisphenoid als Ersatzknochen die Chorda dorsalis bzw. die Wirbelsäule in der Schädelbasis nach vorne (im Bereich der Hypophyse) fort. Ventral davon entsteht in der Rachenschleimhaut ein zahntragender Deckknochen: das Parasphenoid, das in die Körperspitze durch den ebenfalls bezahnten, kurzen Vomer fortgesetzt wird (z. B. noch bei primitiven Teleostei wie den Osteoglossiformes. Später geht die Bezahnung – als unpraktisch – wieder verloren). Durch das Parasphenoid wird das Basisphenoid regelrecht verdrängt und immer kleiner, bei manchen Fischen fehlt es schon. Bei den Säugern sind beide verschmolzen (Mischknochen, Parabasale genannt) – unter Aufnahme des paarigen Pterosphenoids der Fische (der "Keilbeinflügel").